# Светско првенство у атлетици на отвореном 2023 — штафета 4 × 100 метара за жене
Трка штафета 4 х 100 метара у женској конкуренцији на 19. Светском првенству у атлетици 2023. одржано је у Будимпешти (Мађарска) у Националном атлетском центру 25. и 26. августа 2023. године.
Титулу светских првакиња из Јуџина 2022. одбранила је штафета САД.

## Земље учеснице
Учествовале су 75 атлетичарки из 17 земаља.
1. Аустралија (4)
2. Бразил (4)
3. Италија (4)
4. Јамајка (6)
5. Куба (4)
6. Мађарска (4)
7. Немачка (4)
8. Нигерија (4)
9. Обала Слоноваче (4)
10. Пољска (4)
11. САД (6)
12. Тринидад и Тобаго (4)
13. Уједињено Краљевство (5)
14. Француска (4)
15. Холандија (6)
16. Швајцарска (4)
17. Шпанија (4)

## Освајачи медаља
|                                                                          |                                                                                 |                                                                                    |
| САД · Тамари Дејвис · Тваниша Тери · Габријела Томас · Ша'Кари Ричардсон | Јамајка · Наташа Морисон · Шели-Ен Фрејзер-Прајс · Сашали Форбс · Шерика Џексон | Уједињено Краљевство · Аша Филип · Имани Лансикуот · Бјанка Вилијамс · Дарил Неита |

## Рекорди
Рекорди у штафети 4х100 метара за жене пре почетка светског првенства 19. августа 2023. године:
| Рекорди пре почетка Светског првенства 2023.  | Рекорди пре почетка Светског првенства 2023.                                                     | Рекорди пре почетка Светског првенства 2023. | Рекорди пре почетка Светског првенства 2023. | Рекорди пре почетка Светског првенства 2023. |
| --------------------------------------------- | ------------------------------------------------------------------------------------------------ | -------------------------------------------- | -------------------------------------------- | -------------------------------------------- |
| Олимпијски рекорди                            | Сједињене Државе · (Бјанка Најт, Алисон Филикс, Маршевет Мајерс, Кармелита Џетер)                | 40,82                                        | Лондон, Уједињено Краљевство                 | 10. август 2012.                             |
| Светски рекорд                                | Сједињене Државе · (Бјанка Најт, Алисон Филикс, Маршевет Мајерс, Кармелита Џетер)                | 40,82                                        | Лондон, Уједињено Краљевство                 | 10. август 2012.                             |
| Рекорд светских првенстава                    | Јамајка · (Вероника Кембел-Браун, Наташа Морисон, Елејн Томпсон, Шели-Ен Фрејзер-Прајс)          | 41,07                                        | Пекинг, Кина                                 | 25. август 2015.                             |
| Најбољи светски резултат сезоне               | Сједињене Државе−Тексас · (Julien ALFRED, Ezinne ABBA, Rhasidat ADELEKE, Kevona DAVIS)           | 41,55                                        | Остин, САД                                   | 8. јун 2023.                                 |
| Европски рекорд                               | Источна Немачка · (Зилке Гладиш, Сабине Ригер, Ингрид Ауерсвалд, Марлис Гер)                     | 41,37                                        | Канбера, Аустралија                          | 6. октобар 1985.                             |
| Северноамерички рекорд                        | Сједињене Државе · (Бјанка Најт, Алисон Филикс, Маршевет Мајерс, Кармелита Џетер)                | 40,82                                        | Лондон, Уједињено Краљевство                 | 10. август 2012.                             |
| Јужноамерички рекорд                          | Бразил · (Евелин Дос Сантос, Ана Клаудија Лемос да Силва, Франсијела Красуки, Росанжела Сантос)  | 42,29                                        | Москва, Русија                               | 18. август 2013.                             |
| Афрички рекорд                                | Нигерија · (Џој Чинење Удо-Габријел, Фавор Офили, Розмери Чуквума, Нзубечи Грејс Нвокоча)        | 42,22                                        | Јуџин, САД                                   | 22. јул 2022.                                |
| Азијски рекорд                                | Кина · (Лин Сјао, Ли Јали, Љу Сјаомеј, Ли Сјемеј)                                                | 42,23                                        | Шангај, Кина                                 | 23. октобар 1997.                            |
| Океанијски рекорд                             | Аустралија · (Рејчел Меси, Сузан Броудрик, Џоди Ламберт, Мелинда Гејсфорд Тејлор) ·              | 42,99                                        | Полокване, Јужноафричка Република            | 18. март 2000.                               |
| Рекорди остварени на Светском првенству 2023. |                                                                                                  |                                              |                                              |                                              |
| Афрички рекорд                                | Обала Слоноваче · (Џој Чинење Удо-Габријел, Фавор Офили, Розмери Чуквума, Нзубечи Грејс Нвокоча) | 41,90                                        | Будимпешта, Мађарска                         | 25. август 2023.                             |
| Рекорд светских првенстава                    | Сједињене Државе · (Тамари Дејвис, Тваниша Тери, Габријела Томас, Ша'Кари Ричардсон)             | 41,03                                        | Будимпешта, Мађарска                         | 26. август 2023.                             |

## Сатница
| Датум            | Време | Коло          |
| ---------------- | ----- | ------------- |
| 25. август 2023. | 20:00 | Квалификације |
| 26. август 2023. | 21:53 | Финале        |

## Резултати

### Квалификације
Такмичење је одржано 25. августа 2023. године. У квалификацијама су учествовале 17 екипа, подељене у 2 групе. У финале су се пласирале по 3 првопласиране из група (КВ) и 3 на основу постигнутог резултата (кв).,,,,,
Почетак такмичења: Група 1 у 20:00 и Група 2 у 20:09.
| Поз. | Гру. | Штафета              | Атлетичарке                                                                    | НР    | Вр.   | Бел.        |
| ---- | ---- | -------------------- | ------------------------------------------------------------------------------ | ----- | ----- | ----------- |
| 1.   | 2    | САД                  | Тамари Дејвис, Тваниша Тери, Тамара Кларк, Мелиса Џеферсон                     | 40,82 | 41,59 | КВ, НРС     |
| 2.   | 1    | Јамајка              | Брајана Вилијамс, Елејн Томпсон-Хера, Сашали Форбс, Шели-Ен Фрејзер-Прајс      | 41,02 | 41,70 | КВ, НРС     |
| 3.   | 2    | Обала Слоноваче      | Миријел Ауре-Демпс, Мари Жозе Та Лу, Џесика Гбај, Мабоунду Коне                | 42,23 | 41,90 | КВ, АФР, НР |
| 4.   | 2    | Италија              | Далија Кадари, Ана Бонђорни, Алесија Павесе, Зајнаб Досо                       | 42,71 | 42,14 | КВ, НР      |
| 5.   | 1    | Уједињено Краљевство | Аша Филип, Имани Лансикуот, Бјанка Вилијамс, Ени Таго                          | 41,55 | 42,33 | КВ, НРС     |
| 6.   | 2    | Холандија            | N'Ketia Seedo, Марије ван Хуненстајн, Јамиле Самуел, Tasa Jiya                 | 42,04 | 42,53 | кв          |
| 7.   | 1    | Швајцарска           | Nathacha Kouni, Саломе Кора, Џералдин Фреј, Мелиса Гучмит                      | 42,05 | 42,64 | КВ, НРС     |
| 8.   | 2    | Пољска               | Пија Скжишовска, Кристина Тсимановскаја, Магдалена Стефанович, Ева Свобода     | 42,61 | 42,65 | кв, НРС     |
| 9.   | 1    | Немачка              | Лујза Виланд, Сина Мајер, Ђина Лукенкемпер, Ребека Хазе                        | 41,37 | 42,78 | кв, НРС     |
| 10.  | 1    | Тринидад и Тобаго    | Akilah Lewis, Мишел-Ли Ахје, Рејаре Томас, Леах Бертранд                       | 42,03 | 42,85 | НРС         |
| 11.  | 1    | Шпанија              | Лусија Кариљо, Џејл Бесту, Пола Севиља, Марија Кармен Марко                    | 42,58 | 42,96 | НРС         |
| 12.  | 1    | Француска            | Carolle Zahi, Гемима Жозеф, Хелене Парисот, Малори Леконт                      | 41,78 | 43,12 | НРС         |
| 13.  | 2    | Куба                 | Лаура Морера, Енис М. Перез, Јарима Л. Гарсија, Јунислејдис де ла Ц. Гарсија   | 42,89 | 43,17 | =НРС        |
| 14.  | 2    | Мађарска             | Грета Керекеш, Јустина Чоти, Богларка Такач, Ана Лука Кочиш                    | 43,49 | 43,38 | НР          |
| 15.  | 2    | Бразил               | Габриела Мурао, Виторија Кристина Роза, Ана Каролина Азеведо, Росанжела Сантос | 42,29 | 43,46 | НРС         |
| —    | 2    | Нигерија             | Јустина Ајакпобејан, Фавор Офили, Росемари Чуквума, Faith Okwose               | 42,10 | НЗ    |             |
| —    | 1    | Аустралија           | Ебони Лејн, Бри Мастерс, Кристи Едвардс, Тори Луис                             | 42,99 | НЗ    |             |

### Финале
Такмичење је одржано 26. августа 2023. године са почетком у 21:53 часова.,,,
| Пласман | Штафета              | Атлетичарке                                                                | Резултат | Белешке  |
| ------- | -------------------- | -------------------------------------------------------------------------- | -------- | -------- |
|         | САД                  | Тамари Дејвис, Тваниша Тери, Габријела Томас, Ша'Кари Ричардсон            | 41,03    | РСП, СРС |
|         | Јамајка              | Наташа Морисон, Шели-Ен Фрејзер-Прајс, Сашали Форбс, Шерика Џексон         | 41,21    | НРС      |
|         | Уједињено Краљевство | Аша Филип, Имани Лансикуот, Бјанка Вилијамс, Дарил Неита                   | 41,97    | НРС      |
| 4.      | Италија              | Зајнаб Досо, Далија Кадари, Ана Бонђорни, Алесија Павесе                   | 42,49    |          |
| 5.      | Пољска               | Пија Скжишовска, Кристина Тсимановскаја, Магдалена Стефанович, Ева Свобода | 42,66    |          |
| 6.      | Немачка              | Лујза Виланд, Сина Мајер, Ђина Лукенкемпер, Ребека Хазе                    | 42,98    |          |
| —       | Холандија            | N'Ketia Seedo, Лике Клавер, Надин Висер, Tasa Jiya                         | НЗ       |          |
| —       | Обала Слоноваче      | Миријел Ауре-Демпс, Мари Жозе Та Лу, Џесика Гбај, Мабоунду Коне            | НЗ       |          |
| —       | Швајцарска           | Nathacha Kouni, Саломе Кора, Џералдин Фреј, Мелиса Гучмит                  | Диск.    |          |